# Elaphocephala
Elaphocephala is een monotypisch geslacht van schimmels behorend tot de familie Atheliaceae. Het bevat alleen  de soort Elaphocephala iocularis. Deze soort komt voor in Europa.